# Казе Страделе (Ферара)
Казе Страделе (итал. Case Stradelle) је насеље у Италији у округу Ферара, региону Емилија-Ромања.
Према процени из 2011. у насељу је живело 27 становника. Насеље се налази на надморској висини од 2 м.